# Башо Токов Божовић
Башо Токов Божовић (Пипери 14. октобар 1830 — Пипери 13. октобар 1902) је био црногорски сердар.
У шеснаестој години је почео да четује против Турака (око Подгорице, Малом и Вељем Брду, Загоричу и око Спужа). Његош га одликује и прима за перјаника, а Пипери га 1851. бирају за свог племенског барјактара.
Истакао се у и Црногорско-турском рату 1862.. Уочи херцеговачког устанка 1875, кнез Никола га поставља за начелника Мораче, одакле је организовао устаничке акције на турским границама северно од Црне Горе. Пошто је планирао устанак у Херцеговини и Доњим Васојевићима, именован је за команданта устаничких чета од Колашина до Бијелог Поља.
Кад су Црногорци заузели Колашин, постављен је начелника колашинског округа и на том шположају остао је до 1882.